# 单角菊头蝠
单角菊头蝠（学名：Rhinolophus monoceros）为菊头蝠科菊头蝠属的动物，是台灣的特物种。分布于台灣本島。该物种的模式产地在台湾。